# 松本嵩春
松本 嵩春（まつもと たかはる、1968年5月1日 - ）は、日本の漫画家。代表作に『GONG ROCK』『2HEARTS』『アガルタ』など。

## 経歴
東京都出身、東京育ち。伊達春（だてはる）名義での同人活動を経て、大学卒業後の1991年に『ヤングヒップ』（ワニマガジン社）10月号にて『いとしのROXANNE』でデビュー。
1992年から翌年まで『グランドチャンピオン』（秋田書店）に『GONG ROCK』を連載した後、1993年から1996年まで『月刊少年キャプテン』（徳間書店）に『2HEARTS』を連載。
1997年からは『ウルトラジャンプ』（集英社）にて『アガルタ』を連載。2009年1月号で最終章の掲載を予告した後、休載が続き、単行本も9巻で中断した。
2013年10月から『月刊コミックガム』にて「きらいになれない（仮）」の不定期連載を開始。2014年に単行本化。
2016年、ワニブックスより『アガルタ』完全版の刊行を開始。2017年3月25日、同社より10巻と11巻が同時発売され、完結した。

## 作品一覧
- 2HEARTS（月刊少年キャプテン連載、少年キャプテンコミックススペシャル全4巻、リュウコミックス全4巻）
- バーチャファイター〜レジェンド・オブ・サラ〜（コミック鉄人連載、少年キャプテンコミックススペシャル全1巻）
- ゴング・ロック（グランドチャンピオン連載、ジャパン・ミックスコミックス全1巻、アスペクトコミックス『松本嵩春作品集』全1巻）
- アガルタ（ウルトラジャンプ連載、ヤングジャンプコミックス・ウルトラ全9巻、ガムコミックス全11巻）
- きらいになれない（仮）（月刊コミックガム連載、ガムコミックス全1巻）
- メザニーン（画楽.mag 連載、雑誌休刊に伴い未完）